# Doubles jumelles, doubles problèmes
Pour plus de détails, voir Fiche technique et Distribution.
Doubles jumelles, doubles problèmes (Double, Double, Toil and Trouble) est un téléfilm américain réalisé par Stuart Margolin en 1993.

## Synopsis
Deux jumelles fêtent Halloween et se rendent compte que leur tante Aghata est une méchante sorcière et sa jumelle tante Sophia a été enfermée dans un miroir. Elles font tout pour l'arrêter...

## Fiche technique
- Titre original : Double, Double, Toil and Trouble
- Titre français : Doubles jumelles, doubles problèmes
- Réalisation : Stuart Margolin
- Scénario : Jurgen Wolff
- Direction artistique : David Fischer
- Décors : Shirley Inget
- Costumes : Jane E. Still
- Photographie : Richard Leiterman
- Son : James Troutman
- Montage : George Appleby (image), Clancy T. Troutman (son)
- Musique : Richard Bellis
- Production : Mark Bacino, Adria Later
- Sociétés de production :  Dualstar Entertainment, Green/Epstein Productions
- Société de distribution : Warner Bros. Television
- Pays d'origine :  États-Unis
- Langue originale : anglais
- Format : couleur ([procédé]) — 35 mm (Panavision) —  1,33:1  — son Ultra Stéréo
- Genre :  Comédie
- Durée : 96 minutes
- Dates de sortie :
  - États-Unis : 30 octobre 1993
  - France : ?

## Distribution
- Mary-Kate Olsen (VF : Dorothée Pousséo) : Kelly Farmer et Tante Sofia jeune
- Ashley Olsen (VF : Dorothée Pousséo) : Lynn Farmer et Tante Agatha jeune
- Cloris Leachman (VF : Blanche Ravalec) : Tante Agatha et Tante Sofia
- Phil Fondacaro : Oscar
- Eric McCormack (VF : Antoine Nouel) : Don Farmer
- Wayne Robson : Gravedigger
- Gary Jones : Bernard Brewter
- Matthew Walker : George
- Meshach Taylor : Mr.N
- Kelli Fox (VF : Michèle Lituac) : Christine Farmer
- Babs Chula (VF : Brigitte Virtudes) : Madame Lulu